# Youcef Abdi
Youcef Abdi, född den 7 december 1977 i Algeriet, är en australisk friidrottare som tävlar i medeldistanslöpning och i hinderlöpning.
Abdi deltog vid Samväldesspelen 2002 på 1 500 meter där han slutade trea på tiden 3.37,77. Han deltog även vid VM 2003 men blev då utslagen i semifinalen.
Vid Samväldesspelen 2006 deltog han på 3 000 meter hinder och slutade på elfte plats. Vid VM 2007 blev han utslagen i försöken. Vid Olympiska sommarspelen 2008 var han i final och slutade sexa på tiden 8.16,36.

## Personliga rekord
- 1 500 meter – 3.36,35
- 3 000 meter hinder – 8.16,36